# PGC 213991
LEDA/PGC 213991 ist eine Galaxie im Sternbild Coma Berenices am Nordsternhimmel, die schätzungsweise 601 Millionen Lichtjahre von der Milchstraße entfernt ist.
Im selben Himmelsareal befinden sich u. a. die Galaxien NGC 4405, IC 792, IC 3368, PGC 40758.